# Огнёвка сухофруктовая
Огнёвка сухофруктовая (Cadra cautella) — вид насекомого из семейства огневочных (Pyralidae), мелкий вредитель продуктов питания. Моль поражает муку, отруби, овёс и другие зерновые культуры, а также сухофрукты. Принадлежит к семейству огневочных (Pyralidae), а точнее к трибе Phycitini подсемейства Phycitinae. Этот вид можно спутать с Plodia interpunctella или Ephestia kuehniella, которые также являются обычными амбарными вредителями и состоят в одном подсемействе. Эта моль достигла практически повсеместного распространения благодаря непреднамеренной транспортировке с продуктами питания в форме личинок.

## Морфологическая характеристика
Взрослые моли Cadra cautella имеют преимущественно светло-коричневый цвет. Имеют небольшие задние крылья обычно серого цвета. Размах крыльев колеблется от 14 до 22 мм. Задние края крыльев заканчиваются короткой бахромой. Личинки преимущественно серые, с более тёмными головами. Гусеница имеет длину 12–15 мм, её можно узнать по рисунку пятен вдоль спины.

## Географический диапазон
Cadra cautella встречается по всему миру. Несмотря на то, что этот вид моли лучше развивается в тропическом климате, она распространилась во многих регионах земного шара из-за своей склонности к заражению сухих продуктов, доставляемых из одной страны в другую.

## Среда обитания
Поскольку C. cautella живет преимущественно как вредитель, местом её обитания часто является сухие продукты, которые хранятся на складах, оптовых базах, в амбарах или в иных подобных местах хранения. Чаще всего личинки содержатся в сухофруктах, но их также можно найти в орехах, бобах, муке и в злаках.